# Stegenodes ruber
Stegenodes ruber är en skalbaggsart som beskrevs av Stefan von Breuning 1942. Stegenodes ruber ingår i släktet Stegenodes och familjen långhorningar. Inga underarter finns listade i Catalogue of Life.